# 瓦隆政府

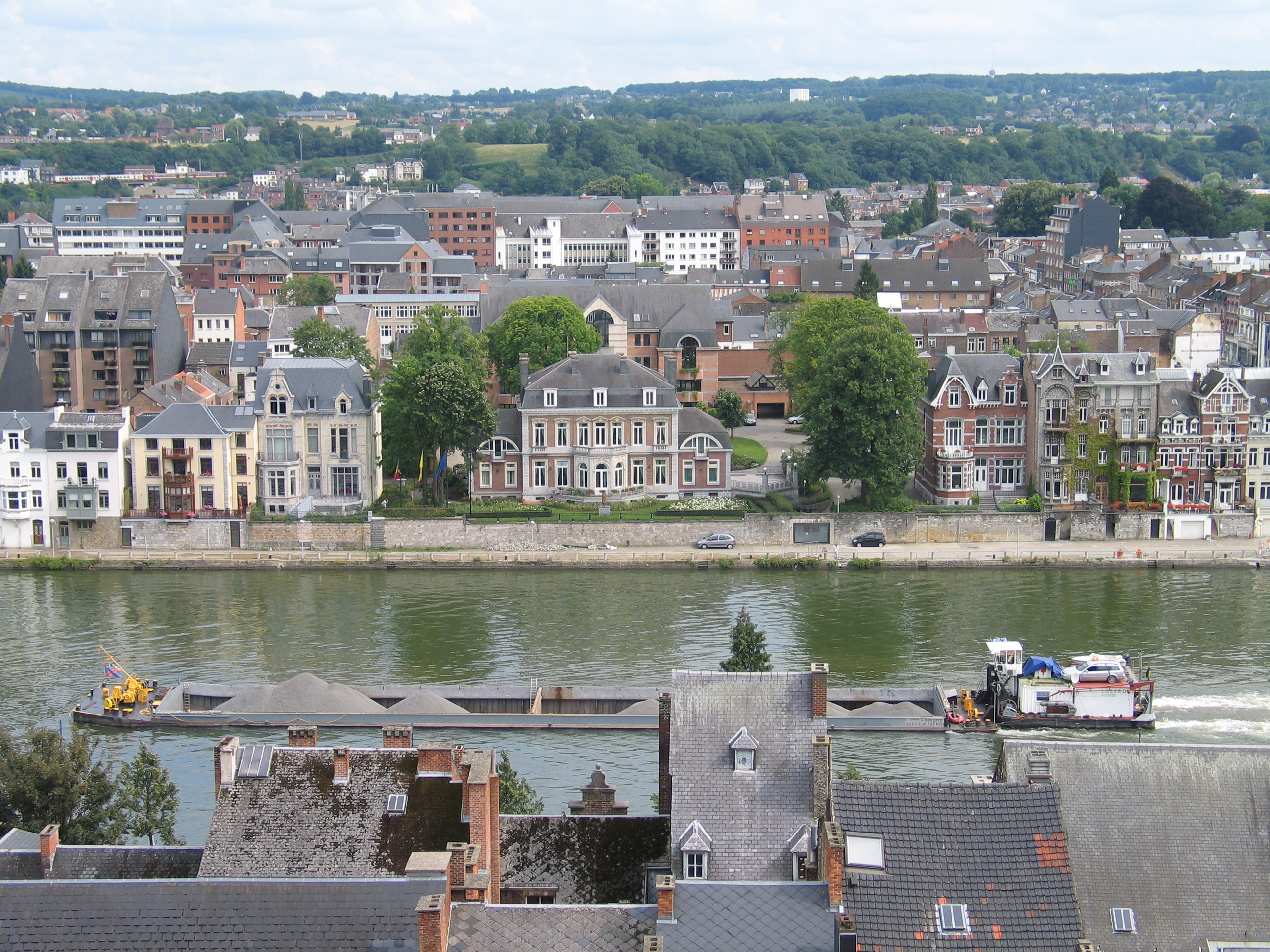
那慕尔的小爱丽舍宫，瓦隆政府办公地

瓦隆政府（法語：Gouvernement wallon），又称瓦隆大区政府（法語：Gouvernement de la Région wallonne），是比利时瓦隆大区的行政部门，也是比利时的六个主要政府（联邦政府、布鲁塞尔首都大区政府、弗拉芒政府、瓦隆政府、法语社群政府、德语社群政府）之一。政府驻地为那慕爾，与瓦隆尼亚议会相同。